# Andrena enocki
Andrena enocki är en biart som först beskrevs av Cockerell 1898.  Andrena enocki ingår i släktet sandbin, och familjen grävbin. Inga underarter finns listade i Catalogue of Life.